# Манастир Орахово
Манастир Орахово је манастир Српске православне цркве из 10. вијека. Налази се у близини Вирпазара припада Митрополији црногорско-приморској.
Манастирски храм је из 1663. године. Посвећен је Светом Николи. Старији храм и конак су у рушевинама. Новији храм је у функцији парохијске гробљанске цркве.
Храм је обновила Јелена Балшић. Манастирска слава је 22. мај Пренос моштију Светог оца Николаја.

## Историја
Према предању, ова светиња представља једно од најстаријих духовних огњишта православне вјере и културе старе Зете, која дубином својих историјских коријена досеже чак до 10. вијека. Из овог периода датира прва, стара црква, посвећена Св. Јовану Крститељу, коју је подигао локални феудалац Иван Бољан, те стога у народу носи назив Бољанова црква. О њеном ктитору, по казивању знаменитог сакупљача историјске грађе и народних предања из овог краја Милутина Машановића, све до земљотреса из 1979. године, свједочила је и надвратна плоча на којој је било записано име Ивана Бољана. Ова црква из 10. вијека је била у веома лошем стању и ван богослужбене употребе. У њој се није богослужило још од давнина због убиства једног сеоског појца на Светој Литургији. Народно предање не памти са сигурношћу да ли је ова црква имала само парохијску намјену или је била и манастирски храм. Оно што се са сигурношћу зна је то, да је од времена Св. Саве Немањића, овдје устројен манастир, са новом црквом посвећеном Светом Николи. Већ у то вријеме, почетком тринаестога вијека, Бољанова црква, због већ поменутог убиства, није била у функцији. Нову, овога пута засигурно манастирску цркву, са околним помоћним зградама, саградио је 1233. године, по благослову Св. Саве Немањића, епископ зетски Иларион, о чему унеколико говоре и Врањинске повеље из 13. вијека. Иначе, манастир Св. Николе је по народном предању саграђен на личној земљи Св. Симеона Немање, о чему свједочи старо народно предање очувано и до данас у Орахову. Оно каже, да је Св. Немања, отац Св. Саве, једном приликом ходио Ораховачком котлином са својим великашима, који су задивљени плодношћу и љепотом овог краја замолили Светога да им поклони бар један дио ове благословене земље. Иако му је било веома тешко, Немања им је због њихових заслуга ипак поклонио дио своје дједовине. За вријеме турског ропства, манастир је наставио да живи, мада у доста отежаним условима. Иако је, поред велике и плодне земље, у то доба имао и млин на Ораховачкој ријеци, због сталних турских зулума и самовласти локалних агарјанских великаша, обитељ Св. Николе није могла живјети без честих опасности које су пријетиле од охолог завојевача. Турци су, највјероватније крајем 16. вијека, ипак срушили манастир. Обновљен је средином 17. вијека, а како и данас пише испод фреске Успенија Пресвете Богородице, фрескописан је 1663. године, за вријеме митрополита Руфима Бољевића и игумана манастира Василија Његуша. Година живописања цркве је поуздани доказ да је још у седмој деценији 17. вијека Орахово било активан манастир. Ово је јединствен примјер код свих манастира Зетске Свете Горе, да је један фрескопис у тој мјери сачуван, али његово стање данас захтијева хитну заштиту.